# Tabanus fuscithorax
Tabanus fuscithorax är en tvåvingeart som beskrevs av Schuurmans Stekhoven 1926. Tabanus fuscithorax ingår i släktet Tabanus och familjen bromsar. Inga underarter finns listade i Catalogue of Life.